# Cobi Doevendans
Adriana Jacoba (Cobi) Doevendans (Sneek, 20 juli 1946) is een Nederlands beeldend kunstenares.
Doevendans was leerling van de Academie Minerva in Groningen en de Sommerakademie in Salzburg. Ze kreeg lessen van onder meer Corneille en Slavi Soucek. Haar stijl werd in haar beginjaren  sterk beïnvloed door werk van de Cobra-beweging. Later integreerde zij ook invloeden van popart en actionpainting in haar werken.
In 1970 en 1972 kreeg ze verschillende onderscheidingen van de stad Salzburg voor non-figuratieve schilderkunst en lithografie. Na woonachtig te zijn geweest in Sneek verhuisde Doevendans naar Groningen, alwaar ze les gaf op verschillende middelbare scholen. Hierna verhuisde ze terug naar Sneek, waar ze nog altijd woont. Haar werk is veelvoudig te zien in de openbare ruimte, voornamelijk in Noord-Nederland.

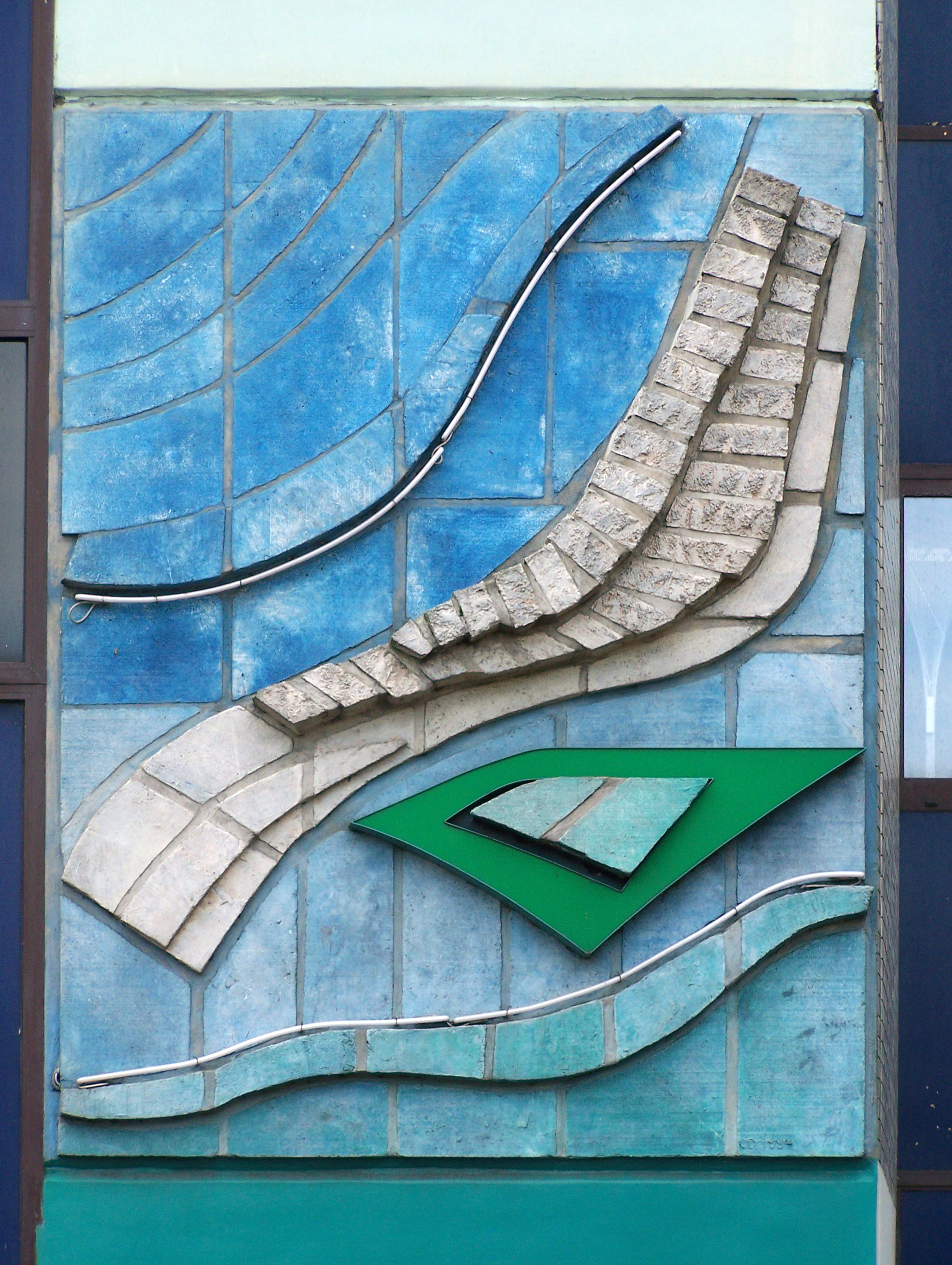
Keramiek met metaal en neon (1994) te Leeuwarden